# Das perfekte Model
Das perfekte Model (alemán, el modelo perfecto) es un reality show de televisión de la cadena alemana VOX con los dos supermodelos Eva Padberg y Karolína Kurková. Hay un concurso entre los concursantes y los miembros del jurado para encontrar el modelo perfecto. Solo los 20 mejores modelos consiguen la fasa del Coaching, 10 por el equipo de Eva Padberg y 10 por el equipo de Karolína Kurková. Los candidatos encuentran famosos del mundo de moda. Cada semana un o dos modelos de ambos equipos salen el concurso. Después del fase del Coaching sigue el fase del Busisness. En ese fase encuentran los modelos de ambos equipos de nuevo y luchan por trabajo de modelo durante la Fashion Week Berlín.

## Jurado
| Miembros del jurado |                  |
| Eva Padberg         | Karolína Kurková |
|                     |                  |

## Candidatos
Equipo Eva Padberg
|  | Anika Scheibe     | clasificado | clasificado | clasificado | clasificado | clasificado | clasificado | clasificado | ganadora  |           |           |
|  | Jennifer Scherman | clasificado | clasificado | clasificado | clasificado | clasificado | clasificado | clasificado | cuarta    |           |           |
|  | Eva-Marie Broich  | clasificado | clasificado | clasificado | clasificado | clasificado | clasificado | eliminado   | eliminado | eliminado | eliminado |
|  | Lysann Geller     | clasificado | clasificado | clasificado | clasificado | clasificado | clasificado | eliminado   | eliminado | eliminado | eliminado |
|  | Sissi Pohle       | clasificado | clasificado | clasificado | clasificado | clasificado | eliminado   | eliminado   | eliminado | eliminado |           |
|  | Anne Wunderlich   | clasificado | clasificado | clasificado | clasificado | eliminado   | eliminado   | eliminado   | eliminado |           |           |
|  | Nina Bauer        | clasificado | clasificado | clasificado | clasificado | eliminado   | eliminado   | eliminado   | eliminado |           |           |
|  | Cindy Wersche     | clasificado | clasificado | clasificado | eliminado   | eliminado   | eliminado   | eliminado   | eliminado |           |           |
|  | Anastasia Sedlick | clasificado | clasificado | eliminado   | eliminado   | eliminado   | eliminado   | eliminado   | eliminado |           |           |
|  | Lena Hammerstingl | clasificado | clasificado | eliminado   | eliminado   | eliminado   | eliminado   | eliminado   | eliminado |           |           |

Equipo Karolína Kurková
| Nombre | Nombre                | Semana 1    | Semana 2    | Semana 3    | Semana 4    | Semana 5    | Semana 6    | Semana 7    | Final     |           |
| ------ | --------------------- | ----------- | ----------- | ----------- | ----------- | ----------- | ----------- | ----------- | --------- | --------- |
|        | Johanna Gerber        | clasificado | clasificado | clasificado | clasificado | clasificado | clasificado | clasificado | segunda   |           |
|        | Jenny Jessen          | clasificado | clasificado | clasificado | clasificado | clasificado | clasificado | clasificado | tercera   |           |
|        | Paula Weigel          | clasificado | clasificado | clasificado | clasificado | clasificado | clasificado | eliminado   | eliminado | eliminado |
|        | Samantha Striegel     | clasificado | clasificado | clasificado | clasificado | clasificado | clasificado | eliminado   | eliminado | eliminado |
|        | Diana Laptschenko     | clasificado | clasificado | clasificado | clasificado | clasificado | eliminado   | eliminado   | eliminado | eliminado |
|        | Paula-Helen Mannhardt | clasificado | clasificado | clasificado | clasificado | clasificado | eliminado   | eliminado   | eliminado | eliminado |
|        | Lara Helmrich         | clasificado | clasificado | clasificado | clasificado | eliminado   | eliminado   | eliminado   | eliminado |           |
|        | Julia Schindler       | clasificado | clasificado | clasificado | eliminado   | eliminado   | eliminado   | eliminado   | eliminado |           |
|        | Maria Siebert         | clasificado | clasificado | clasificado | eliminado   | eliminado   | eliminado   | eliminado   | eliminado |           |
|        | Lilly-Elise Hodgsons  | clasificado | clasificado | eliminado   | eliminado   | eliminado   | eliminado   | eliminado   | eliminado |           |

## El Casting
Semana 1+2
| Eva Padberg           |    |                    |     |          |
| Anastasia Sedlick     | 22 | München            | 182 | 85-63-91 |
| Anne Wunderlich       | 20 | Siegen             | 170 | 79-58-86 |
| Anika Scheibe         | 23 | München            | 177 | 77-61-88 |
| Cindy Wersche         | 18 | Münchner Umland    | 180 | 88-65-98 |
| Eva-Marie Broich      | 25 | Lahnstein          | 182 | 89-62-90 |
| Jennifer Scherman     | 19 | Münster            | 174 | 77-60-89 |
| Lena Hammerstingl     | 19 | München            | 181 | 85-63-91 |
| Lysann Geller         | 21 | Bannewitz          | 175 | 82-60-89 |
| Nina Bauer            | 21 | Recklinghausen     | 181 | 79-60-91 |
| Sissi Pohle           | 19 | Waldkirch          | 172 | 87-62-89 |
| Karolína Kurková      |    |                    |     |          |
| Diana Laptschenko     | 22 | Berlín             | 174 | 78-60-88 |
| Jenny Jessen          | 16 | Giengen            | 174 | 83-60-92 |
| Johanna Gerber        | 22 | Berlín             | 182 | 84-62-92 |
| Julia Schindler       | 22 | Duisburg           | 177 | 85-60-88 |
| Lara Helmrich         | 20 | Berlín             | 173 | 89-60-87 |
| Lilly-Elise Hodgsons  | 19 | Mörfelden-Walldorf | 172 | 80-60-88 |
| Paula Weigel          | 23 | Düsseldorf         | 175 | 87-62-93 |
| Maria Siebert         | 30 | Berlín             | 176 | 86-61-86 |
| Paula-Helen Mannhardt | 21 | Lörrach            | 173 | 85-60-90 |
| Samantha Striegel     | 18 | Suthfeld           | 175 | 87-62-92 |

## El Coaching
Semana 3
| Equipo           | Lugar                      | Jurado especial                             | Nombre del concursante | Resultado                                     | N° eliminados |
| ---------------- | -------------------------- | ------------------------------------------- | --- | --------------------------------------------- | ------------- |
| Eva Padberg      | Ciudad del Cabo, Sudáfrica | Uschi Obermaier                             | Anastasia Sedlick Lena Hammerstingl Anika Scheibe Anne Wunderlich Cindy Wersche Eva-Marie Broich Jennifer Scherman Lysann Geller Nina Bauer Sissi Pohle             | eliminado clasificado                         | 2             |
| Karolína Kurková | Nueva York, Estados Unidos | Andrea Ketterer (redactora jefe de Glamour) | Lilly-Elise Hodgsons Diana Laptschenko Jenny Jessen Johanna Gerber Julia Schindler Lara Helmrich Maria Siebert Paula Weigel Paula-Helen Mannhardt Samantha Striegel | eliminado clasificado clasificado clasificado | 1             |

Semana 4 
| Equipo           | Lugar                      | Jurado especial              | Nombre del concursante | Resultado             | N° eliminados |
| ---------------- | -------------------------- | ---------------------------- | --- | --------------------- | ------------- |
| Eva Padberg      | Ciudad del Cabo, Sudáfrica |                              | Cindy Wersche Anika Scheibe Anne Wunderlich Eva-Marie Broich Jennifer Scherman Lysann Geller Nina Bauer Sissi Pohle                            | eliminado clasificado | 1             |
| Karolína Kurková | Nueva York, Estados Unidos | Andrej Pejic, Tommy Hilfiger | Julia Schindler Maria Siebert Diana Laptschenko Jenny Jessen Johanna Gerber Lara Helmrich Paula Weigel Paula-Helen Mannhardt Samantha Striegel | eliminado clasificado | 2             |

Semana 5 
| Equipo           | Lugar                      | Jurado especial                     | Nombre del concursante                                                                                           | Resultado             | N° eliminados |
| ---------------- | -------------------------- | ----------------------------------- | --- | --------------------- | ------------- |
| Eva Padberg      | Ciudad del Cabo, Sudáfrica | Steffi Freier, (Jefe de Ice Models) | Anne Wunderlich Nina Bauer Anika Scheibe Eva-Marie Broich Jennifer Scherman Lysann Geller Sissi Pohle            | eliminado clasificado | 2             |
| Karolína Kurková | Nueva York, Estados Unidos | Ivan Bart, (Jefe de IMG Models)     | Lara Helmrich Diana Laptschenko Jenny Jessen Johanna Gerber Paula Weigel Paula-Helen Mannhardt Samantha Striegel | eliminado clasificado | 1             |

## El Business
Semana 6 
| Equipo           | Nombre del concursante                                                                             | Resultado             | N° eliminados |
| ---------------- | -------------------------------------------------------------------------------------------------- | --------------------- | ------------- |
| Eva Padberg      | Sissi Pohle Anika Scheibe Eva-Marie Broich Jennifer Scherman Lysann Geller                         | eliminado clasificado | 1             |
| Karolína Kurková | Paula-Helen Mannhardt Diana Laptschenko Jenny Jessen Johanna Gerber Paula Weigel Samantha Striegel | eliminado clasificado | 2             |

Trabajos de Modelo
| Lugar                              | Trabajo           | Ganador          | Equipo |
| ---------------------------------- | ----------------- | ---------------- | ------ |
| Berlín                             |                   |                  |        |
| TV Digital (revista de televisión) | Samantha Striegel | Karolína Kurková |        |
| LaLa Berlin (trabajo de pasarela)  | Anika Scheibe     | Eva Padberg      |        |
| Lancia (publicidad)                | Paula Weigel      | Karolína Kurková |        |

Semana 7 
| Equipo           | Nombre del concursante                                         | Resultado             | N° eliminados |
| ---------------- | -------------------------------------------------------------- | --------------------- | ------------- |
| Eva Padberg      | Eva-Marie Broich Lysann Geller Anika Scheibe Jennifer Scherman | eliminado clasificado | 2             |
| Karolína Kurková | Paula Weigel Samantha Striegel Jenny Jessen Johanna Gerber     | eliminado clasificado | 2             |

Trabajos de Modelo
| Lugar                               | Trabajo        | Ganador          | Equipo |
| ----------------------------------- | -------------- | ---------------- | ------ |
| Berlín                              |                |                  |        |
| Kilian Kerner (trabajo de pasarela) | Johanna Gerber | Karolína Kurková |        |
| Kilian Kerner (trabajo de pasarela) | Anika Scheibe  | Eva Padberg      |        |
| Katja Will (trabajo de pasarela)    | Paula Weigel   | Karolína Kurková |        |

## El Final
Semana 7 
| Puntos            | Puntos | Puntos           | Puntos         | Puntos            | Puntos            | Puntos                   | Puntos   | Puntos |
| Equipo            | Nombre | Jurado Michalsky | Jurado Garnier | Jurado Kretschmer | Jurado The Blonds | Puntos en total (Jurado) | Televoto | Total  |
| ----------------- | ------ | ---------------- | -------------- | ----------------- | ----------------- | ------------------------ | -------- | ------ |
| Eva Padberg       |        |                  |                |                   |                   |                          |          |        |
| Anika Scheibe     | 3      | 3                | 4              | 4                 | 14                | 27 (27,0%)               | 41       |        |
| Jennifer Scherman | 3      | 5                | 2              | 2                 | 12                | 23 (23,3%)               | 35       |        |
| Karolína Kurková  |        |                  |                |                   |                   |                          |          |        |
| Jenny Jessen      | 5      | 3                | 3              | 4                 | 15                | 24 (24,4%)               | 39       |        |
| Johanna Gerber    | 4      | 2                | 5              | 5                 | 16                | 25 (25,3%)               | 41       |        |

## Los criterios de evaluación
Las candidatas evaluadan por medio de 10 criterios ("Perfect 10"). Los modelos que clasifican reciben una pulsera con símbolos de los criterios que han aprobado.

Los criterios son:
1. aspecto
2. cuerpo / medidas
3. variabilidad
4. nivel de reconocimiento
5. charm / carisma
6. fuerza de voluntad
7. estilo de andar
8. posing
9. condición física
10. profesionalidad